# ロードローラー

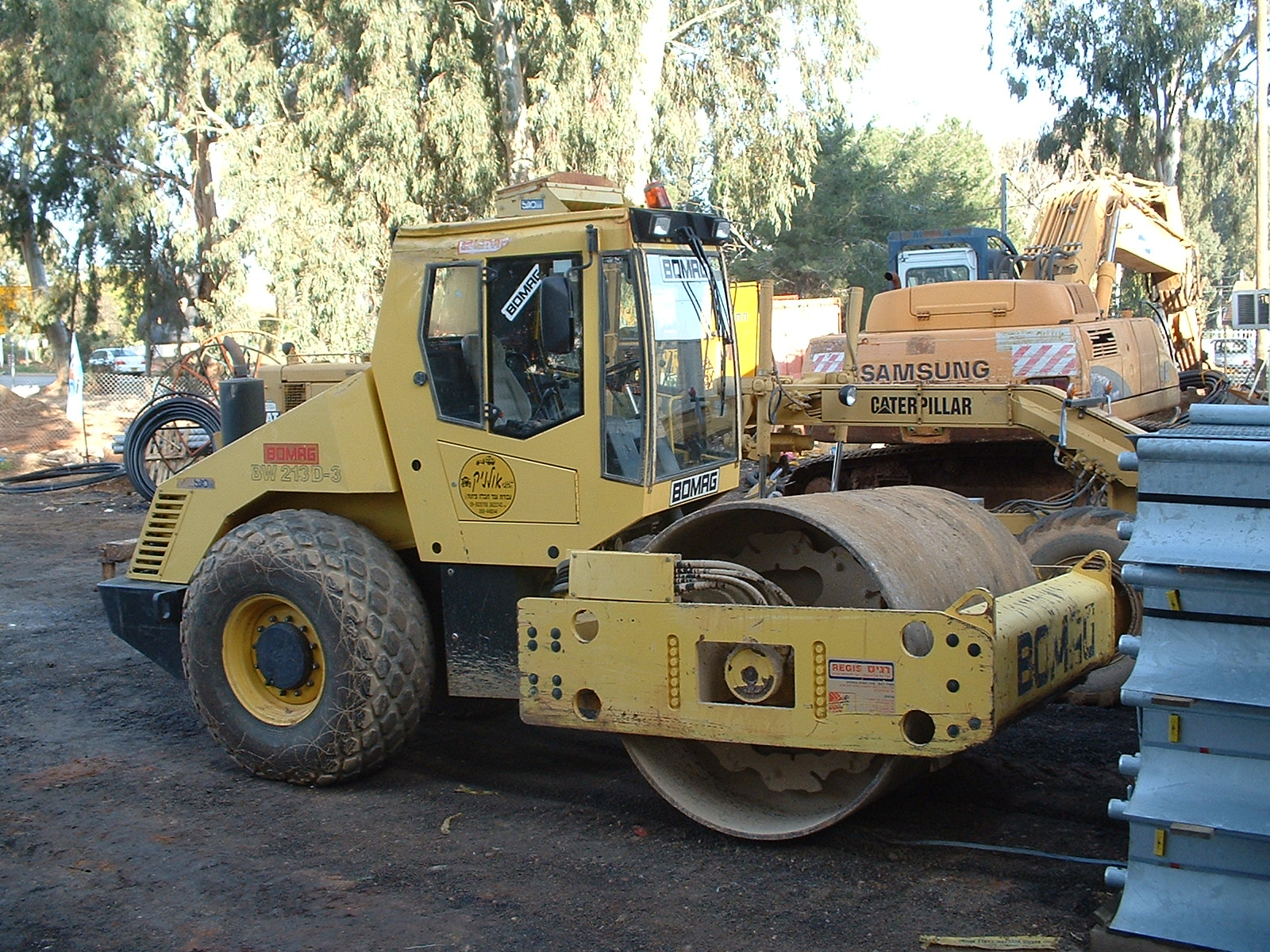
ロードローラー

ロードローラー (road roller) は、地面をローラーで踏み固める建設機械の総称である。
ローラー車、スムーズローラー (smooth roller) や、文脈によっては単にローラー (roller) とも。日本の官公庁などでは、締固め用機械（）と呼ばれる。
主に、道路や基礎の建設時に、土壌、礫、コンクリート、アスファルトなどを押し固めるのに使われる。

## 機能・用途
重量が重く、接地面積の大きな車輪を持ち、その重量によって押し固める用途に使われる。

## 分類

### マカダム式

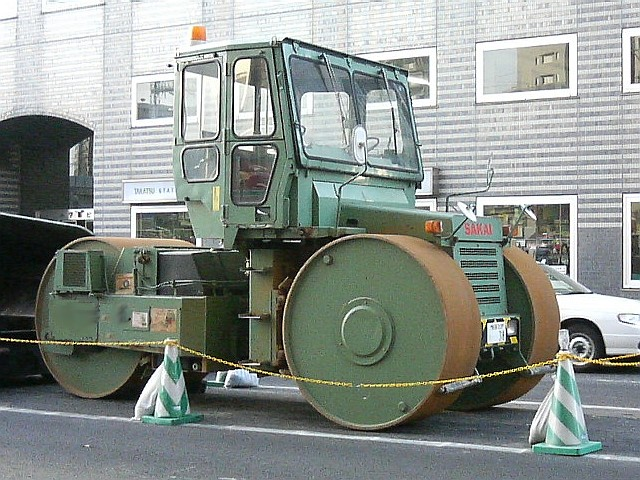
マカダム式ローラー

車輪（鉄輪）を三輪車形に配置している締め固め機械。19世紀初頭のスコットランドの技術者ジョン・ロウドン・マカダム (John Loudon McAdam) が考案した舗装用道路（マカダム式舗装、砕石舗装）に使用したことでこの名がついた。主に路床・路盤およびアスファルト舗装の締固めなどに使用され、平坦な仕上げが可能とされている。三輪式のみ存在する。動力伝達方式は機械式と油圧式。駆動方式は片輪・両輪がある。
1930年に、国産初のマカダムローラ（ガソリンエンジン仕様、重量6トン、手綱操向式）が開発された。

### タンデム式

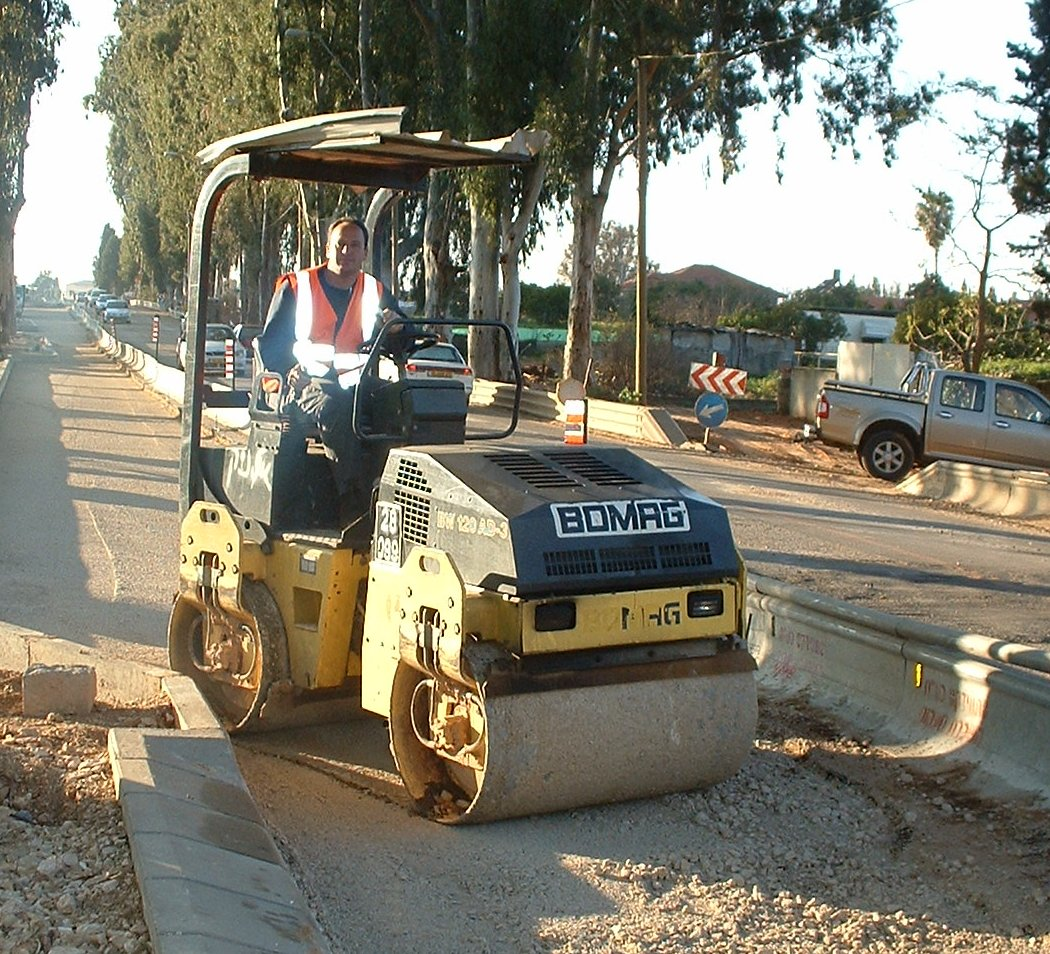
タンデム式ローラー

車輪（鉄輪）を前後に一輪ずつ串形に配置した締固め機械。二軸式と三軸式がある。アスファルト舗装の表層仕上げに適した形となっている。動力伝達方式は機械式と油圧式。駆動方式は片輪・両輪がある。
片輪の場合、前輪が案内輪、後輪が駆動輪となるものが多い。マカダム式と比べて自重が軽く、マカダム式で転圧を行った後の仕上げ転圧に用いられる。
1929年に、国産初のタンデムローラ（ガソリンエンジン仕様、重量6トン、たづな操向式）が開発された。

### タイヤ式

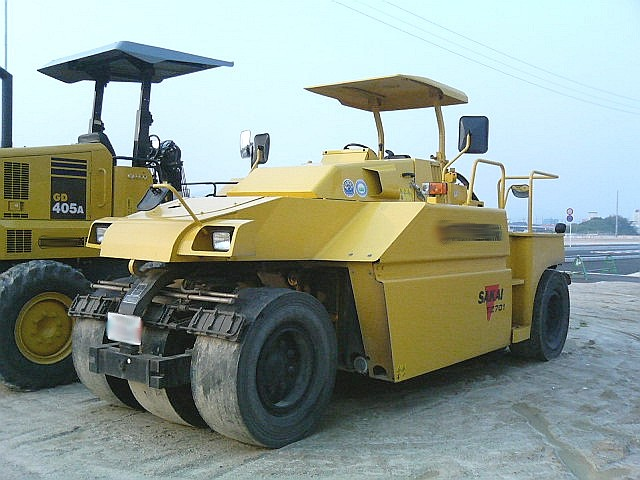
タイヤ式ローラー

3-4個の空気入りタイヤを左右一列に配置した車軸を前後に置き、機械の重量を利用して静的圧力をかけ、タイヤの特性を生かした締固めを効果的に行う締固め機械。一般的には「タイヤローラー」とも呼ばれる。盛土路床および路盤の二次転圧、アスファルト舗装の表層仕上げに適している。動力伝達方式は機械式と油圧式。駆動方式は片輪がある。

### ハンドガイド式

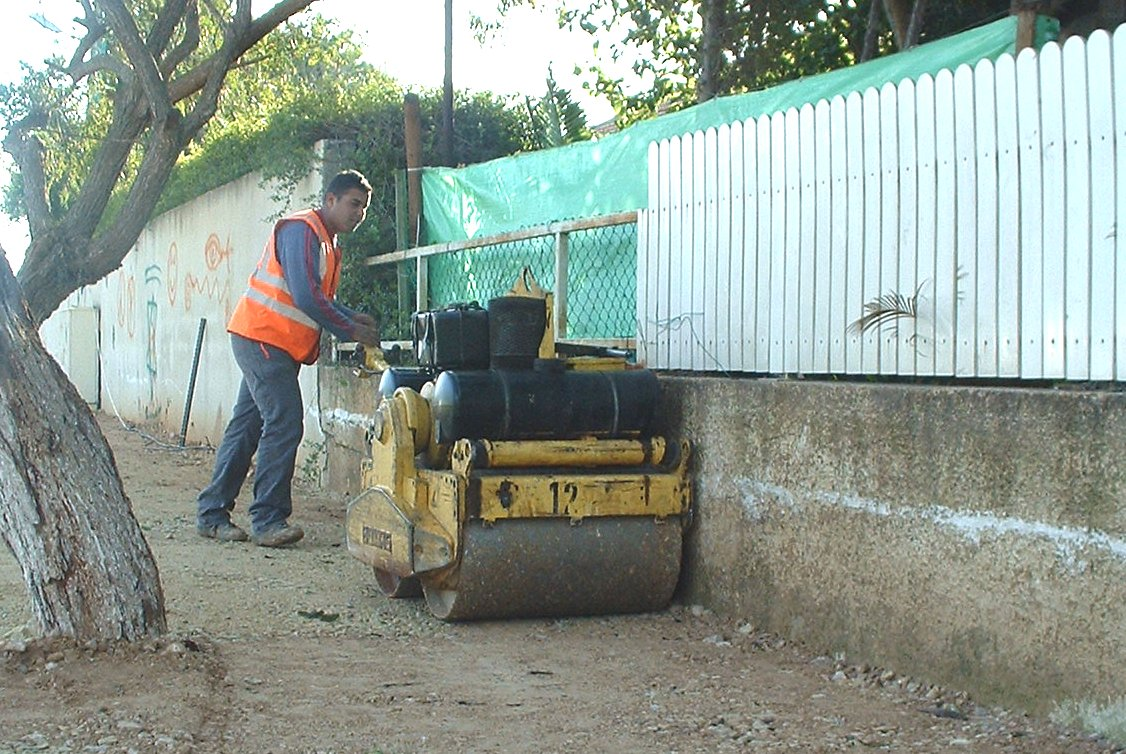
ハンドガイド式ローラー

自動車として運転する方式ではなく、手で押す方式の締固め機械。動力付きでも重量が軽いため加振機能を備える。動力伝達方式は機械式または油圧式。二軸式のみが存在し、駆動方式は片輪・両輪がある。逆転機を備えるが、変速機は無い。片方のローラーがテコ棒に連動して首を振る舵取り機構を備えるものもある。

### コンバインド式
一方に締固め輪としての鉄輪（振動輪も含む）を持ち、他方にタイヤを左右一列に配置した車軸を持つ締固め機械。鉄輪とタイヤの両方を備えているため、一次転圧から二次転圧、仕上げ転圧まで幅広く適用できる。前後輪への散水装置に加えて、タイヤへのアスファルト混合物などの付着防止のために、アスファルト付着防止剤噴霧装置を具備する。前後輪が駆動輪で前輪（鉄輪）のみに振動機構を装備している。道路工事用の小型なものから土工用の10tを超えるものまである。

### 振動式
すべての方式に取り付けられていることがあり、機械の自重のほかに、鉄輪や機体に起振装置を取り付け、それによって生じる起振力で締固めの効果をあげようとする。砂利や砂など粘性の小さい材料に適しており、振動力により最も深い層まで締め固めることができるので、締固め力が高く、作業通過回数を抑えられる。振動は垂直の場合が主であるが、二軸タンデム式のローラーに水平振動の機構をつけたものを章動ローラーとよぶことがある。

### タンピングローラー
粘性土の締固めに用いるローラー。ローラー表面にフートと呼ぶ大きな突起が付いている。突起が転圧層に貫入することで、締固めの有効深が大きくなり効率も高まる。

## 歴史

### 馬牽ロードローラー

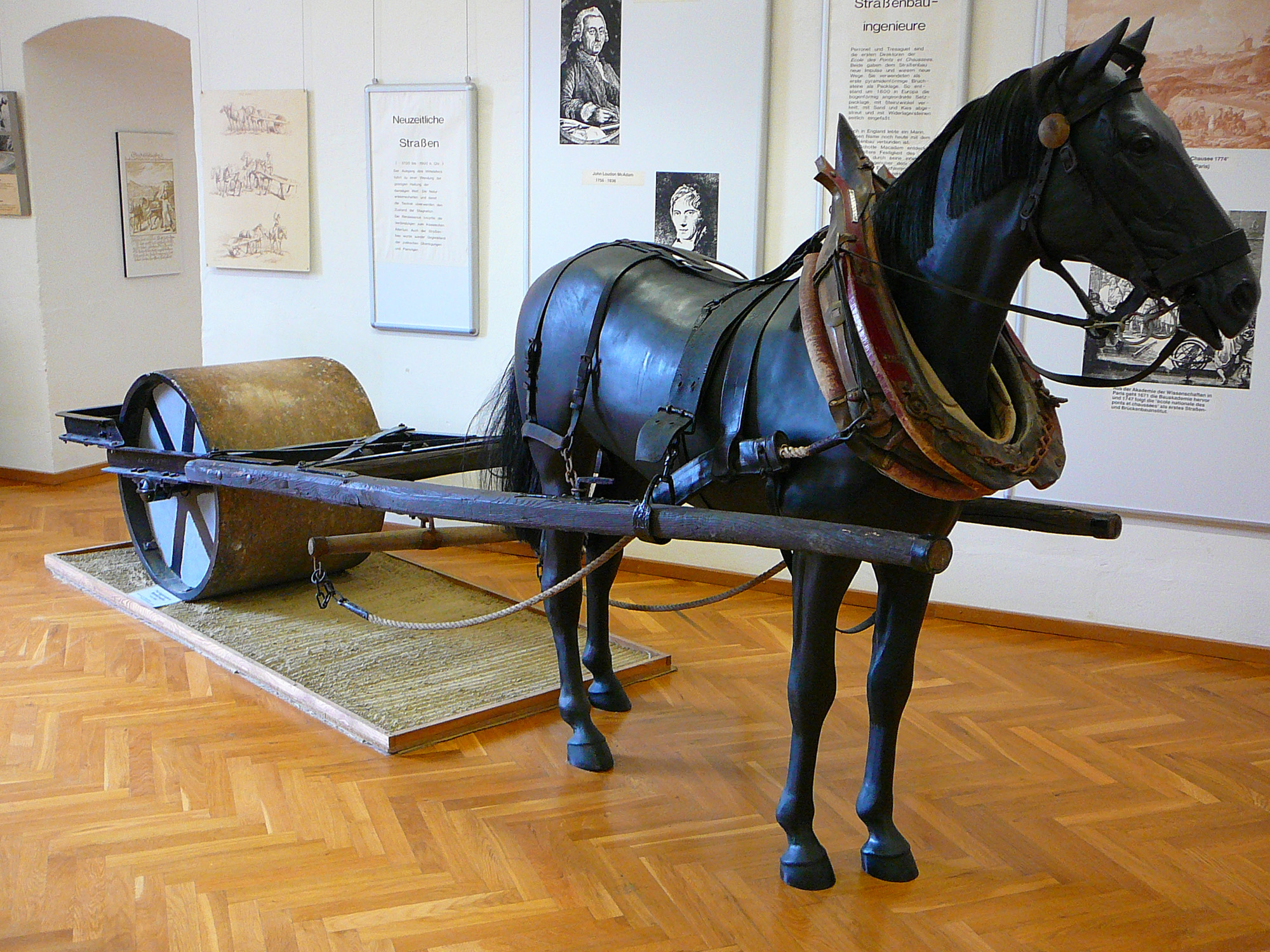
1800年ごろ使用されていた馬牽ロードローラー

中世から近代に入ると道路整備の必要性からロードローラーが使用されるようになった。当時の道路は馬車用の道で、ロードローラーも馬が牽引していた。歴史的には長く、17世紀後半からスチームローラーが発明されてからもかなり近代まで使用されていた。
また、同様の物を人力で使うこともあり現代でもグラウンド整備などで使用されている。人が押して転がす整地ローラーには日本ではコンダラという俗称もある。

### スチームローラー

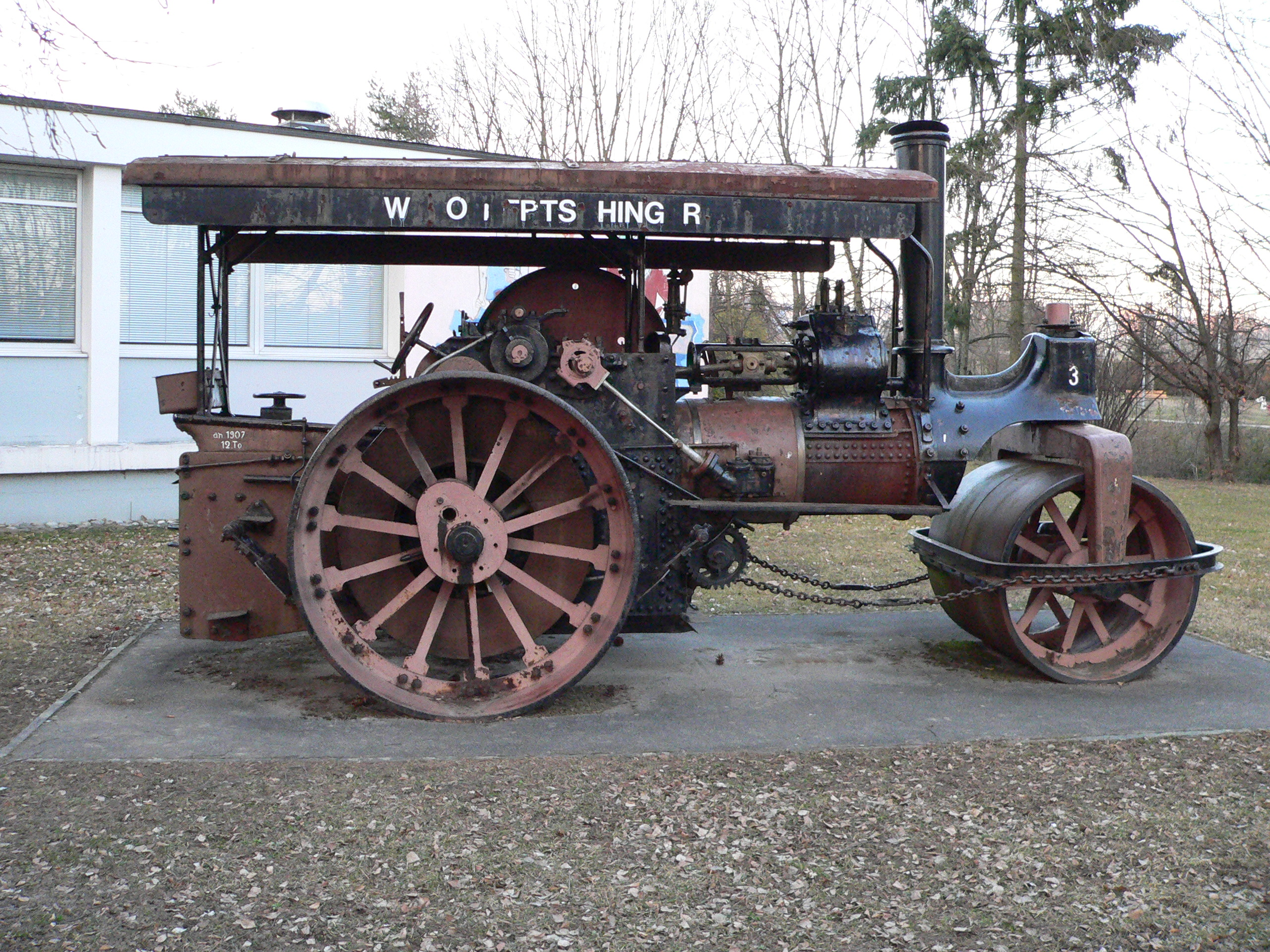
スチームローラー

蒸気機関で動くロードローラーをスチームローラーまたは蒸気ローラー (steamroller, steam roller) という。前述のように、かつてはロードローラーは馬が曳いていたが、蒸気機関の発明により、スチームローラーが現れた。
イギリスでは1970年代まで使われており、今でも口語的に、動力にかかわらず大型のロードローラーをスチームローラーと呼ぶことがある。
また、陸戦において圧倒的な物量と人員で強引に戦線全体を押しつぶすが如く行う攻撃（特に第二次世界大戦時のソ連軍に見られた）がスチームローラーと呼ばれた。

## 操作に必要な資格
※この節は日本国法に基づく。
道路交通法においてロードローラーは大型特殊自動車（0ナンバー）に分類されるため、運転免許としては大型特殊免許が必要となる。またこのほかに、ロードローラーを操作する作業に従事するには、締固め用機械運転者の資格が必須条件となる。この資格は重量無制限であるため、どのようなロードローラーでも操作可能である。

## メーカー、販売会社
- 日本で現在製造、販売している会社
  - 酒井重工業
  - キャタピラージャパン
  - 三笠産業
  - 日立建機 - 子会社の日立建機カミーノが製造
  - 住友建機
  - コマツ
  - 明和製作所 - かつては搭乗式モデルもあったが、現在はハンドガイドタイプのみ
  - 関東鉄工
  - ボーマク - コベルコ建機が日本国内で輸入販売
  - ハム（英語版） - 関東鉄工が日本国内で輸入販売
- 日本で過去に製造、販売していたメーカー、会社
  - 加藤製作所 - 昭和40年頃まで製造
  - 石川島播磨重工 - 現在のIHIが、シメーザと提携して製造
  - 渡辺機械工業 - のちにダイナパック渡辺→ダイナパック建機となるが、現在は終了している
  - 熊澤機械
  - 大旭建機
  - 古河機械金属 - 関東鉄工が製造し、OEM供給を受ける。また一時期ボーマクの販売権を持ち、販売していた
  - 川崎重工業
  - 三菱重工業
  - ラサ工業
  - ダイハツ工業
  - 北越工業 - 一時期、古河機械金属と同様、ボーマクの製品を販売
  - ボーマクジャパン - ボーマク製品の輸入販売を行っていたがコベルコ建機に事業を譲渡し廃業

など